# Jan Lammers
Johannes „Jan” Lammers (ur. 2 czerwca 1956 roku w Zandvoort) – holenderski kierowca wyścigowy. Uczestnik 42 Grand Prix Formuły 1.

## Kariera
Holender po zdobyciu tytułu mistrzowskiego w Europejskiej Formule 3 w 1978 roku, zadebiutował w wyścigach Formuły 1 – w ekipie Shadow. Słaba dyspozycja zespołu nie pozwoliła mu jednak zademonstrować swoich umiejętności. Wówczas trzykrotnie nie zakwalifikował się do wyścigu, a najlepszą pozycją, jaką zdołał uzyskać, było dziewiąte miejsce podczas Grand Prix Kanady.
Drugi sezon startów rozpoczął w zespole ATS, w którym przejeździł łącznie sześć rund. Pierwsze trzy wyścigi zakończył na kwalifikacjach, czego głównym powodem były słabe silniki Forda. Dopiero, gdy amerykański koncern wyposażył tę stajnię w nowe jednostki, wówczas forma wyraźnie się poprawiła. Nie pozwoliła jednak na zdobycie punktów. Ostatecznie najlepiej poradził sobie w Grand Prix Belgii, gdzie uzyskał dwunastą pozycję. Resztę cyklu spędził w teamie Unipart Racing. Jak się okazało, osiągi tej stajni były jeszcze słabsze. W ciągu ośmiu startów, zakwalifikował się tylko do trzech, na najlepszym ponownie uzyskując dwunastą lokatę – tym razem podczas Grand Prix Kanady.
W następnym sezonie wrócił do ATS, gdzie dane mu było uczestniczyć w zaledwie czterech wyścigach (zakwalifikował się do dwóch z nich). Najwyższym uzyskanym miejscem ponownie okazała się dwunasta pozycja. Miało to miejsce podczas Grand Prix Argentyny.
Do kokpitu powrócił dopiero w połowie sezonu 1982, za sprawą stajni Theodore Racing (zastąpił w niej Irlandczyka Dereka Daly). Wziął udział w sześciu Grand Prix, kwalifikując się tylko do jednego wyścigu (rodzime Grand Prix Holandii), który dodatkowo zakończył się dla niego awarią jednostki napędowej. Po Grand Prix Francji został zastąpiony przez Brytyjczyka Geoffa Leesa.
Po tym, jak Lammers nie zdołał sobie zapewnić miejsca w stawce, postanowił spróbować swych sił m.in. w wyścigach samochodów sportowych oraz długodystansowych. Razem z Brytyjczykami Andym Wallance’em oraz Johnnym Dumfriesem zwyciężył w 24-godzinnym wyścigu Le Mans.
Do kokpitu bolidu F1 powrócił w sezonie 1992 (dziesięć lat później), zastępując w ekipie March Austriaka, Karla Wendlingera, w dwóch ostatnich wyścigach cyklu – Grand Prix Japonii (nie ukończył) oraz Grand Prix Australii (12. miejsce). Współpraca z tą ekipą miała być kontynuowana również w kolejnym sezonie, jednak brytyjski zespół musiał wycofać się ze sportu z powodu bankructwa.
Po braku szansy angażu w innej stajni, Holender w sezonie 1994 przeniósł się do kategorii samochodów turystycznych, startując w brytyjskiej serii BTCC. Nie osiągnął tam jednak żadnych sukcesów.
W 1999 roku wystartował w Mistrzostwach Samochodów Sportowych, również bez sukcesu. W sezonie 2005 został szefem ekipy narodowej Holandii w serii A1 Grand Prix. Poza tym zaliczył udział w Grand Prix Masters, serialu dla byłych kierowców Formuły 1. Najlepszy rezultat uzyskał na torze w Katarze, zajmując siódme miejsce.

### Podsumowanie kariery w Formule 1
- liczba zgłoszeń: 41
- liczba wyścigów: 23
- liczba ukończonych wyścigów: 12
- liczba punktów: 0
- liczba zwycięstw: 0
- liczba drugich miejsc: 0
- liczba trzecich miejsc: 0
- liczba pole positions: 0
- liczba najszybszych okrążeń: 0

### Podsumowanie sezonów
W nawiasie podano liczbę zgłoszeń do wyścigu.
| sezon | samochód              | starty  | punkty | miejsce w klasyfikacji |
| ----- | --------------------- | ------- | ------ | ---------------------- |
| 1979  | Shadow-Ford           | 12 (15) | 0      | -                      |
| 1980  | ATS-Ford Unipart-Ford | 6 (14)  | 0      | -                      |
| 1981  | ATS-Ford              | 2 (4)   | 0      | -                      |
| 1982  | Theodore-Ford         | 1 (6)   | 0      | -                      |
| 1992  | March-Ilmor           | 2 (2)   | 0      | -                      |